# Nötholm (Lappo, Brändö, Åland)
Nötholm är en halvö i Åland (Finland). Den ligger i den östra delen av landskapet, 60 km öster om huvudstaden Mariehamn. Nötholm ligger på ön Lappo.